# Thiverny
Thiverny is een gemeente in het Franse departement Oise (regio Hauts-de-France). De plaats maakt deel uit van het arrondissement Senlis. Thiverny telde op 1 januari 2022 1.061 inwoners.

## Geografie
De oppervlakte van Thiverny bedroeg op 1 januari 2022 2,06 vierkante kilometer; de bevolkingsdichtheid was toen 515 inwoners per km².

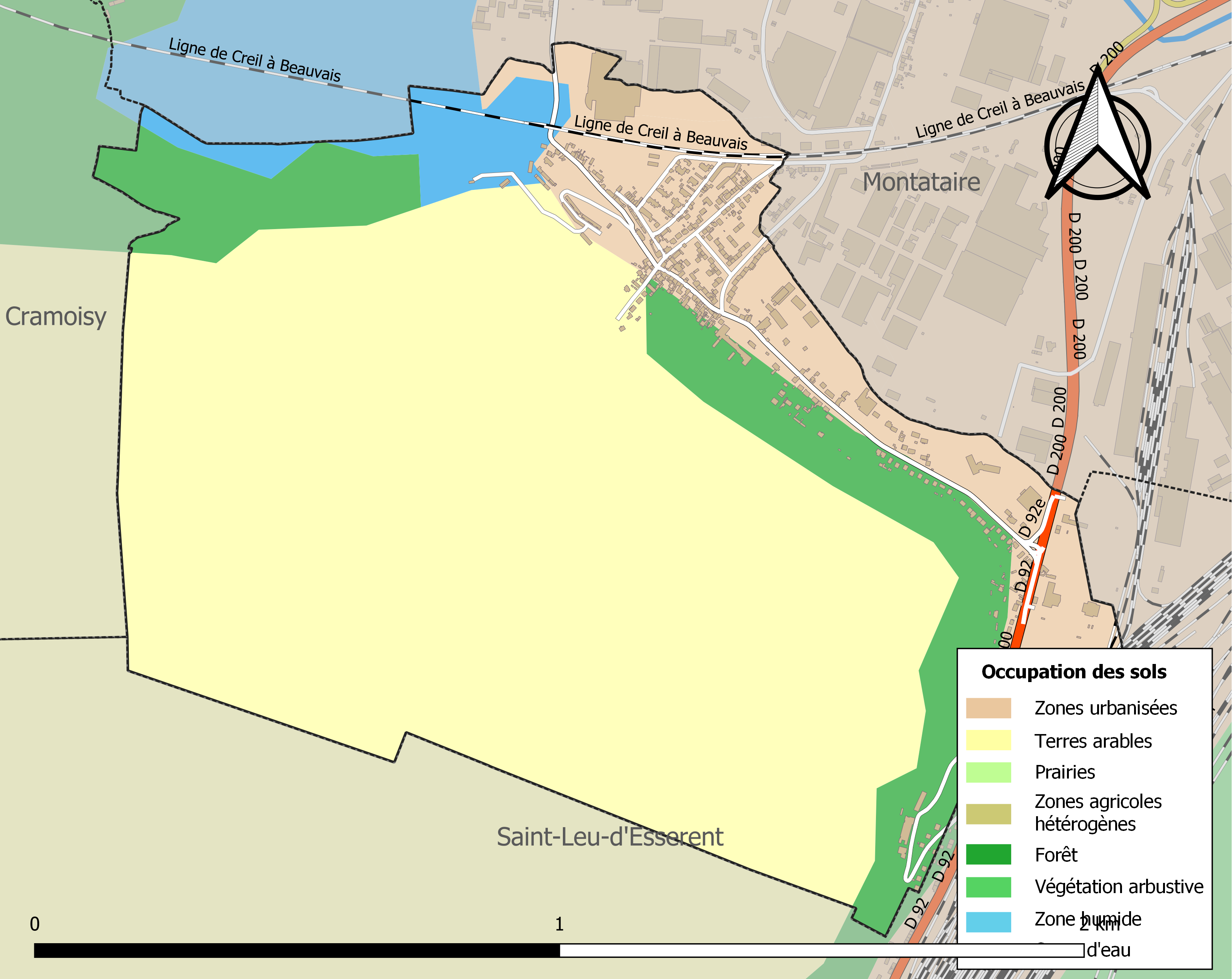
Kaart van de gemeente met belangrijkste infrastructuur, bodemgebruik en omliggende gemeenten

## Demografie
Onderstaande figuur toont het verloop van het inwonertal (bron: INSEE-tellingen).